# Koriakia

Bandeira de Koriakia

O Distrito autônomo de Koriakia foi uma divisão federal da Federação Russa. A 1 de julho de 2007 fundiu-se com o Oblast de Camecháteca para formar o Krai de Camecháteca.